# Buick Terraza
O Terraza é uma minivan de porte médio-grande da Buick.